# Download Festival
Download Festival – angielski, letni festiwal muzyki heavymetalowej i rockowej. Impreza odbywa się od 2003 roku Donington Park w Leicestershire w Anglii. Jej aktualnym organizatorem jest agencja koncertowa Live Nation. W latach 2003–2005 festiwal miał formę dwudniową. W latach późniejszych impreza obejmowała trzy dni.  
Na przestrzeni lat podczas Download Festival wystąpili m.in. tacy wykonawcy jak: The Prodigy, Metallica, Black Sabbath, Soundgarden, Skunk Anansie, Iron Maiden, Funeral for a Friend, Megadeth, Twisted Sister, Lamb of God, System of a Down, Alice Cooper, Alice in Chains, Nightwish, Linkin Park, Slipknot, Opeth, Black Label Society oraz Anthrax.
W 2007 roku festiwal został wyróżniony podczas Billboard Touring Awards. Zorganizowana tego samego roku impreza zgromadziła 80 tys. widzów. Była to największą oglądalność w jego historii.